# Scaptomyza
Scaptomyza is een vliegengeslacht uit de familie van de Fruitvliegen (Drosophilidae).

## Soorten
- S. adusta (Loew, 1862)
- S. apicata (Thomson, 1869)
- S. atlantica Hackman, 1955
- S. bipunctipennis Wheeler, 1952
- S. consimilis Hackman, 1955
- S. flava (Fallen, 1823)
- S. flaviventris Hackman, 1959
- S. graminum (Fallen, 1823)
- S. griseola (Zetterstedt, 1847)
- S. hirsuta Wheeler, 1949
- S. hsui Hackman, 1955
- S. impunctata (Frey, 1945)
- S. maculifera Becker, 1919
- S. malada Wheeler and Takada, 1966
- S. montana Wheeler, 1949

- S. nigrita Wheeler, 1952
- S. pallida (Zetterstedt, 1847)
- S. paradusta Wheeler, 1952
- S. paravittata Wheeler, 1952
- S. teinoptera Hackman, 1955
- S. terminalis (Loew, 1863)
- S. trochanterata Collin, 1953
- S. unipunctum (Zetterstedt, 1847)
- S. vittata (Coquillett, 1895)
- S. wheeleri Hackman, 1959